# Placiphorella
Placiphorella is een geslacht van keverslakken uit de familie Mopaliidae.  

## Soorten
- Placiphorella albitestae Is. Taki, 1954
- Placiphorella atlantica (Verrill & Smith, 1882)
- Placiphorella blainvillii (Broderip in Broderip & Sowerby, 1832)
- Placiphorella borealijaponica Saito & Okutani, 1989
- Placiphorella borealis Pilsbry, 1893
- Placiphorella hanselmani R.N. Clark, 1994
- Placiphorella isaotakii Saito, Fujikura & Tsuchida, 2008
- Placiphorella japonica (Dall, 1925)
- Placiphorella mirabilis R.N. Clark, 1994
- Placiphorella okutanii Saito, Fujikura & Tsuchida, 2008
- Placiphorella pacifica Berry, 1919
- Placiphorella rufa Berry, 1917
- Placiphorella stimpsoni (Gould, 1859)
- Placiphorella velata Dall, 1879